# Księżycowa Skała

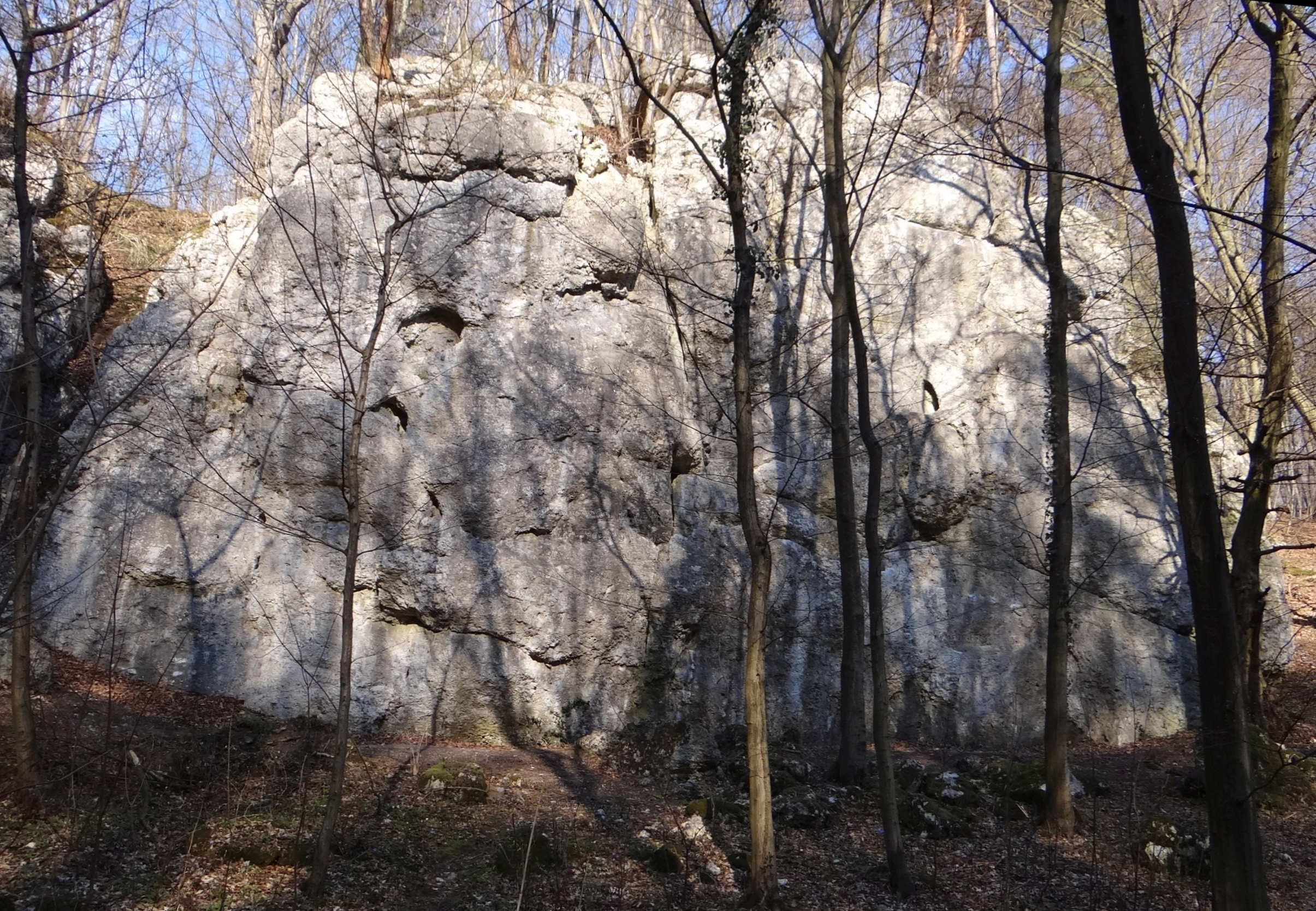

Księżycowa Skała – skała w lewych zboczach wąwozu Półrzeczki w miejscowości Mników w województwie małopolskim, w powiecie krakowskim, w gminie Liszki. Pod względem geograficznym wąwóz znajduje się na Garbie Tenczyńskim (część Wyżyny Krakowsko-Częstochowskiej) w obrębie Tenczyńskiego Parku Krajobrazowego.
Księżycowa Skała znajduje się w lesie na dnie środkowej części wąwozu i bezpośrednio sąsiaduje z położonymi po północnej stronie Dębowymi Skałkami. Tworzy zbudowaną z twardego wapienia pionową ścianę o wystawie zachodniej i wysokości 15–17 m. Są na niej filary i zacięcia. Uprawiana jest na niej wspinaczka skalna. Na skale jest 17 dróg wspinaczkowych o trudności III – VI.4 w skali Kurtyki i długości 15–20 m. Wszystkie (z wyjątkiem trójkowej) posiadają asekurację: 2–5 ringów (r), spity (s) i stanowiska zjazdowe (st).
U podnóża Księżycowej Skały znajduje się niewielki otwór Jaskini Księżycowej.

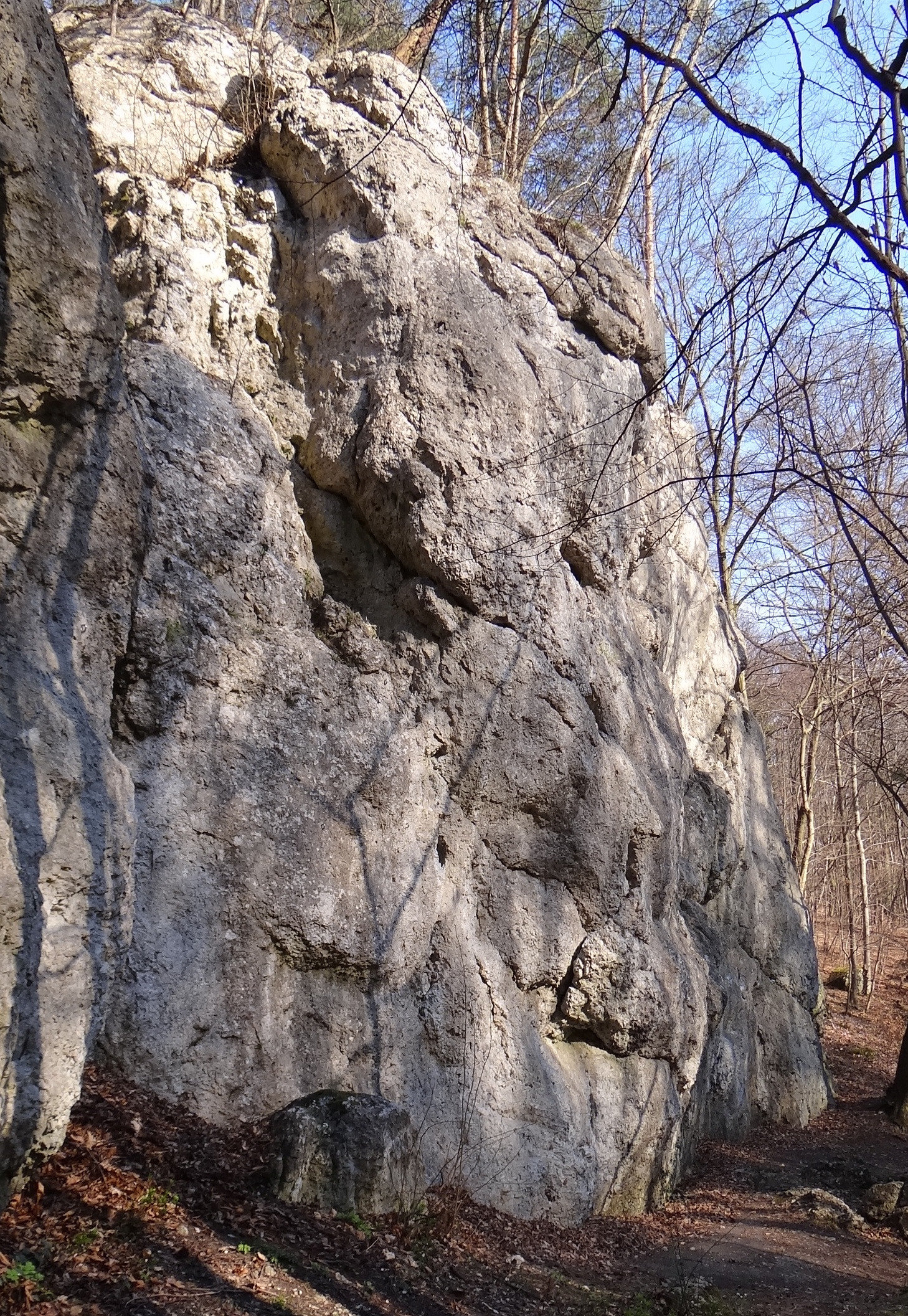

## Drogi wspinaczkowe
1. Tetyda VI.1+, 3r + st, 15 m
2. Tyrania V+, 3r + st, 15 m
3. Oberon VI.1+, 3r + st, 16 m
4. Tryton VI, 4r + st, 16 m
5. Hiperion VI.2, 4r + st, 17 m
6. Kallisto VI+, 4r + st, 17 m
7. Europa V, 4r + st, 17 m
8. Moonloop V, 1r, 20 m
9. Io VI.2, 5r + st, 17 m
10. Star Treek VI.4, 3r + st, 17 m
11. Ganimedes VI, 4r + st, 15 m
12. Kosmodron Bajkonur VI.3, 5r + st, 15 m
13. Enceladus VI, 4r + st, 15 m
14. Deimos VI.1, 2r + 1s + st, 15 m
15. Fobos VI.1+, 4r + st, 15 m
16. Księzycowy filarek VI+, 2r + st, 15 m
17. Himalia III, 15 m[3].